# Mattania maculicollis
Mattania maculicollis là một loài bọ cánh cứng trong họ Cerambycidae.